# Pietro Damini

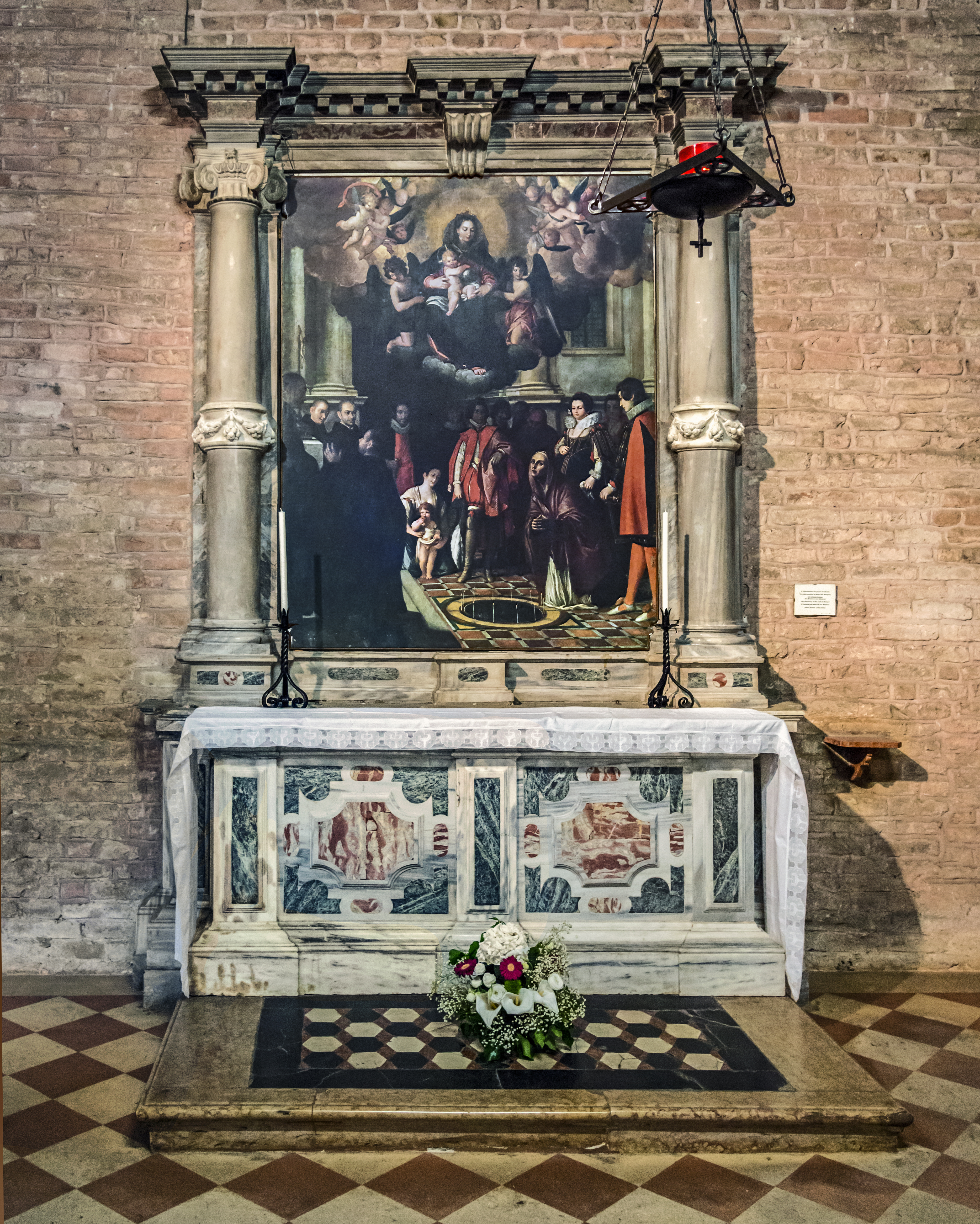
El descubrimiento del pozo de los mártires, Padua, Basílica de Santa Justina.

Pietro Damini (Castelfranco, 1592-Padua, 28 de julio de 1631) fue un pintor barroco italiano.

## Biografía
Nació en el seno de una familia de artistas, pues sus hermanos Giorgio y Damina también fueron pintores. Se formó en su pueblo natal, donde estudió los tratados de Giovanni Paolo Lomazzo y realizó copias de los grabados de Alberto Durero. Más adelante fue alumno del pintor Giovanni Battista Novello, un seguidor de Palma el Joven.
Damini se especializó en la producción de obras de temática religiosa, que tuvieron una buena acogida por parte de las órdenes religiosas, necesitadas de imágenes de los nuevos santos de la Contrarreforma. Damini fue capaz de satisfacer a sus patronos, gracias a la deuda que su arte tenía con el estilo de los grandes artistas del Cinquecento, tales como Paolo Veronese o el mismo Palma, u otros artistas contemporáneos como Alessandro Varotari o Giovanni Battista Bissoni.
A raíz de un encargo para la familia Selvatico, Damini decide establecerse en Padua. A partir de entonces trabajará en dicha ciudad y en la región circundante para diversas instituciones religiosas. También realizó numerosos retratos para la nobleza local, a menudo en colaboración con su hermano Giorgio. Recibió encargos de más envergadura de la familia Cornaro e incluso de María de Medicis, reina de Francia. Sus últimas obras revelan una cierta influencia del caravaggismo emergente, probablemente a través de la obra de Carlo Saraceni.
Tanto Pietro como su hermano Giorgio murieron víctimas de la peste el 28 de julio de 1631.

## Obras destacadas
- Milagros dominicanos (1617-1619, San Domenico, Chioggia)
- Intercambio de las llaves entre los capitanes Sivestro y Massimo Valier (1621, Palazzo Municipale, Padua)
- Milagro de San Antonio (c. 1625, iglesia parroquial de Ombriano)
- San Prosdocimo (Catedral de Asolo)
- Anunciación (c. 1630, Santa Maria in Vanzo, Padua)